# 施皮森-埃尔沃斯贝格
施皮森-埃尔沃斯贝格（發音：[ˈʃpiːzn̩ ˈʔɛlvɐsbɛʁk] ⓘ）是德国萨尔兰州诺因基兴县的市镇，面积11.42平方千米，2023年12月31日人口为12,843人。